# Georges François Pierre de Glandevès
Georges François Pierre, baron de Glandevès, est un général et homme politique, né le 28 avril 1768 à Marseille et mort le 21 avril 1832 à Paris.

## Biographie
Georges François Pierre de Glandevès est le fils de Raymond Pierre, baron de Glandevès, capitaine des vaisseaux du roi, chevalier de l'ordre royal et militaire de Saint-Louis, consul d'Aix, et de Marie-Désirée Marseille de Roux. Il est le petit-fils de Georges Roux de Corse et le neveu de Jean-Baptiste de Glandevès du Castellet. Il épouse Jeanne Chabot, veuve du vicomte Patrice de Wall.
Il entre dans la garde du corps du roi en 1783, émigre à la Révolution et devient officier de l'armée de Condé.
Il ne joue aucun rôle politique dans les événements de la Révolution.
Héritier de l'hôtel Roux de Corse, il le vend à la ville de Marseille en 1805.
En 1814, il adhère au rétablissement des Bourbons, entre, à cette époque, dans une compagnie de gardes du corps, et est, peu de temps après, promu maréchal de camp. Il est fait commandeur de l'ordre de Saint-Louis et de la Légion d'honneur.
Le 23 décembre 1823, il est élevé à la pairie. Le baron de Glandevès ne refuse pas de prêter serment à Louis-Philippe et reste la Chambre haute jusqu'à sa mort.